# Processo dos Távoras

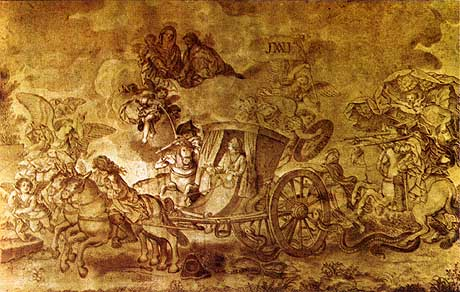
Atentado a D. José (Desenho de Vieira Lusitano (pintor português do século XVIII)

O Processo dos Távoras refere-se a um escândalo político português do século XVIII. Os acontecimentos foram desencadeados pela alegada tentativa de assassinato do rei D. José I em 1758, e culminaram numa execução pública em Belém. Foram torturados e depois queimados D. Francisco de Assis de Távora e dois dos seus filhos, José Maria e Luís Bernardo. Brás Romeiro, grande amigo de Luís Bernardo, também não escapou. Também foram logo presos o Duque de Aveiro, um dos seus criados, um irmão desse criado e a Marquesa de Távora, D. Leonor Tomásia de Távora, que foi decapitada.
Os outros membro das famílias Távora, Aveiro, Alorna e Atouguia e, entre eles, o bispo de Coimbra D. Miguel da Anunciação, foram presos, sendo mais tarde libertados por mandado de D. Maria I, que, acreditando na inocência dos Távoras e restantes acusados, os considerou vítimas de interesses obscuros.
Um dos criados do duque de Aveiro, José Policarpo de Azevedo, desapareceu depois da guarda ter ido à residência do Duque de Aveiro: diz-se que se desfigurou com óleo de vitríolo e que se tornou mendicante. Foram dadas ordens de captura por toda a Europa, nunca se chegando a encontrar este homem.
Nunca ficou provado que se tratasse de um atentado contra o rei. Pensa-se que os tiros teriam como alvo o capitão Pedro Teixeira com quem o duque de Aveiro tinha inimizade, embora não haja certezas.
No seguimento do terramoto de Lisboa de 1 de Novembro de 1755, que destruiu o palácio real, o rei D. José I vivia num grande complexo de tendas e barracas instaladas na Ajuda, à saída da cidade e que se tornará, por esta razão, o centro da vida política e social portuguesa.
Apesar de constituírem acomodações pouco espetaculares, as tendas da Ajuda eram o centro de uma corte tão faustosa e rica como a de Versalhes de Luís XV de França. O rei vivia rodeado pela sua equipa administrativa, liderada pelo Ministro do Reino, Sebastião José de Carvalho e Melo, e pelos seus nobres. O ministro era um homem severo, filho de um fidalgo de província, com algum rancor à velha nobreza, que o desprezava. Desavenças entre ele e os nobres eram frequentes e toleradas pelo rei, que confiava em Sebastião de Melo pela sua liderança competente após o terramoto. 
D. José I era casado com Mariana Vitória de Bourbon, princesa espanhola, e tinha 4 filhas. Apesar de ter uma vida familiar alegre (o rei adorava as filhas e apreciava brincar com elas e levá-las em passeio), D. José I tinha uma amante: Teresa de Távora e Lorena, tia e esposa  de Luís Bernardo, herdeiro da família de Távora. 
A Marquesa Leonor de Távora e o seu marido Francisco de Assis, conde de Alvor (e antigo vice-rei da Índia), eram as cabeças de uma das famílias mais poderosas do reino, ligadas às casas de Aveiro, Cadaval, São Vicente e de Alorna. Eram também inimigos cerrados de Sebastião de Melo. Leonor de Távora era uma mulher política, preocupada com os negócios do Reino que, a seu ver, estava entregue a um novo-rico sem educação. Era também uma devota católica, com forte afiliação aos jesuítas, tendo como confessor um deles, Gabriel Malagrida.

## O caso Távora

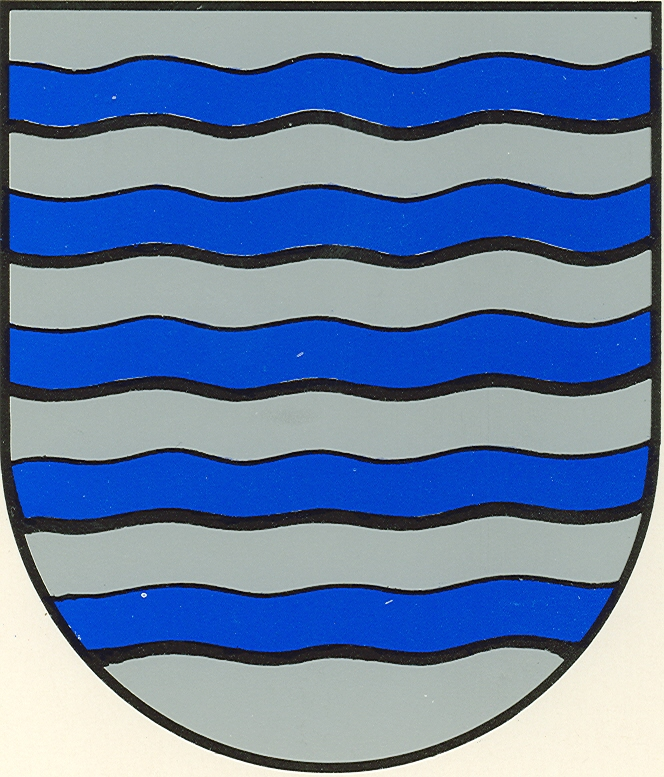
Brasão de Armas dos Távoras

Na noite de 3 de Setembro de 1758, D. José I seguia incógnito numa carruagem que percorria uma rua secundária dos arredores de Lisboa. O rei regressava para as tendas da Ajuda depois de uma noite com a amante. Pelo caminho, a carruagem foi interceptada por três homens, que dispararam sobre os ocupantes. D. José I foi ferido num braço, o seu condutor também ficou ferido gravemente, mas ambos sobreviveram e regressaram à Ajuda. 
Sebastião de Melo tomou o controle imediato da situação. Mantendo em segredo o ataque e os ferimentos do rei, ele efectuou julgamento rápido. Poucos dias depois, dois homens foram presos e torturados, confessando que tinham tido ordens da família dos Távoras, que estavam a conspirar para pôr o duque de Aveiro, José Mascarenhas, no trono. Ambos foram enforcados logo no dia seguinte, mesmo antes da tentativa de regicídio ter sido tornada pública.[carece de fontes?]
Nas semanas que se seguiram, a marquesa Leonor de Távora, o seu marido, o conde de Alvor, todos os seus filhos, filhas e netos foram encarcerados. Os alegados conspiradores, o duque de Aveiro e os genros dos Távoras, o marquês de Alorna e o conde de Atouguia foram presos com as suas famílias. Gabriel Malagrida, o jesuíta confessor de Leonor de Távora foi igualmente preso.

Foram todos acusados de alta traição e de tentativa de regicídio.  

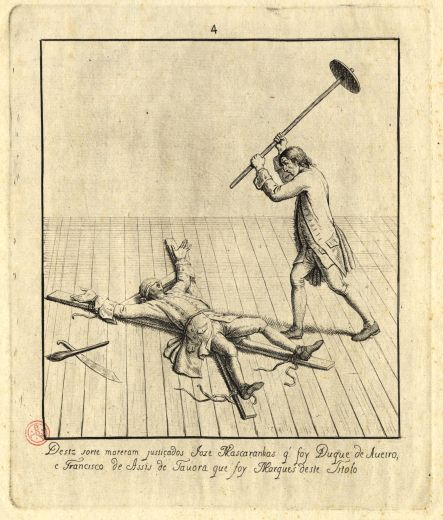
Execução do Duque de Aveiro e do Marquês de Tavora, Ilustração de 1759/1760 (Bilblioteca Nacional de Lisboa)

 Um facto marcante durante o processo foi o uso intenso da violência e tortura para conseguir confissões. As próprias testemunhas de acusação foram torturadas. Os acusados recebiam uma avaliação médica que dizia se eram capazes de receber os "tratos", termo sinónimo de tortura. No interrogatório do Duque de Aveiro, o interrogador afirmou que todas as acusações já haviam sido comprovadas e que se não confessasse tudo e revelasse quem tinham sido seus cúmplices, ele nunca seria absolvido. Sob tortura, o Duque entregou os supostos participantes do atentado, revelando que há mais ou menos três meses teria mandado chamar o seu criado António e pediu que realizasse o atentado, atirando na carruagem que passaria pela Quinta do Meyo e o Passo da Nossa Senhora das Dores. Ele também revela a origem da ideia do atentado, que teria surgido numa reunião que teve no lugar chamado São Roque. Nessa reunião ele teria chegado à conclusão de que matar o rei seria o único meio de conseguir o casamento entre a princesa de Nossa Senhora e o Dom Pedro. 
Os Távora negaram todas as acusações mas foram condenados à morte. Em seguida houve o sequestro dos bens de todos os acusados, além dos condenados à pena de morte existiram dezenas de nomes que foram sentenciados a prisão, simplesmente por ter envolvimento com a família ou algo semelhante, então houve uma cassação extensiva à família e à ordem jesuítica, pois estes ao lado dos Távoras também eram vistos pelo rei como principais mandantes do crime. O nome Távora foi apagado da nobreza e os brasões familiares foram proibidos. A varonia Távora e morgadio foram então transferidos para a casa dos condes de São Vicente.
A sentença ordenou a execução de todos, incluindo mulheres e crianças. Apenas as intervenções da Rainha Mariana e de Maria Francisca, a herdeira do trono, salvaram a maioria deles. No dia 13 de janeiro de 1759, começaram as execuções, a primeira foi a Marquesa de Távora, Dona Leonor, depois de muita tortura psicológica, implorou para que a matassem  depressa e o algoz se posicionou e a decapitou com um só golpe. Ela foi a primeira e uma das mais importantes do caso devido à sua suposta traição. Seguiu-se D. José Maria, a quem lhe partiram os braços e as pernas com maças, enquanto outro carrasco o estrangulava. Após seguiram-se o D.Francisco de Assis (Marquês de Távora), Jerónimo de Ataíde (Conde de Atouguia), D. José de Mascarenhas (duque de Aveiro),  Luís Bernardo de Távora, e os plebeus Brás José Romeiro, Manoel Alvares Ferreira e João Miguel, sentenciados da mesma forma. Antonio Alvares Ferreira e José Policarpo de Azevedo deveriam ser queimados vivos, sendo que apenas o primeiro o foi, já que o segundo nunca foi capturado.

A execução foi violenta mesmo para os padrões da época e, depois dos factos narrados, os restos dos corpos queimados e as cinzas foram deitadas ao rio Tejo. O rei esteve presente, juntamente com a sua corte absolutamente desnorteada. Embora os Távoras fossem seus semelhantes, o rei quis que a lição fosse aprendida e para que nunca mais a nobreza se rebelasse contra a autoridade régia.

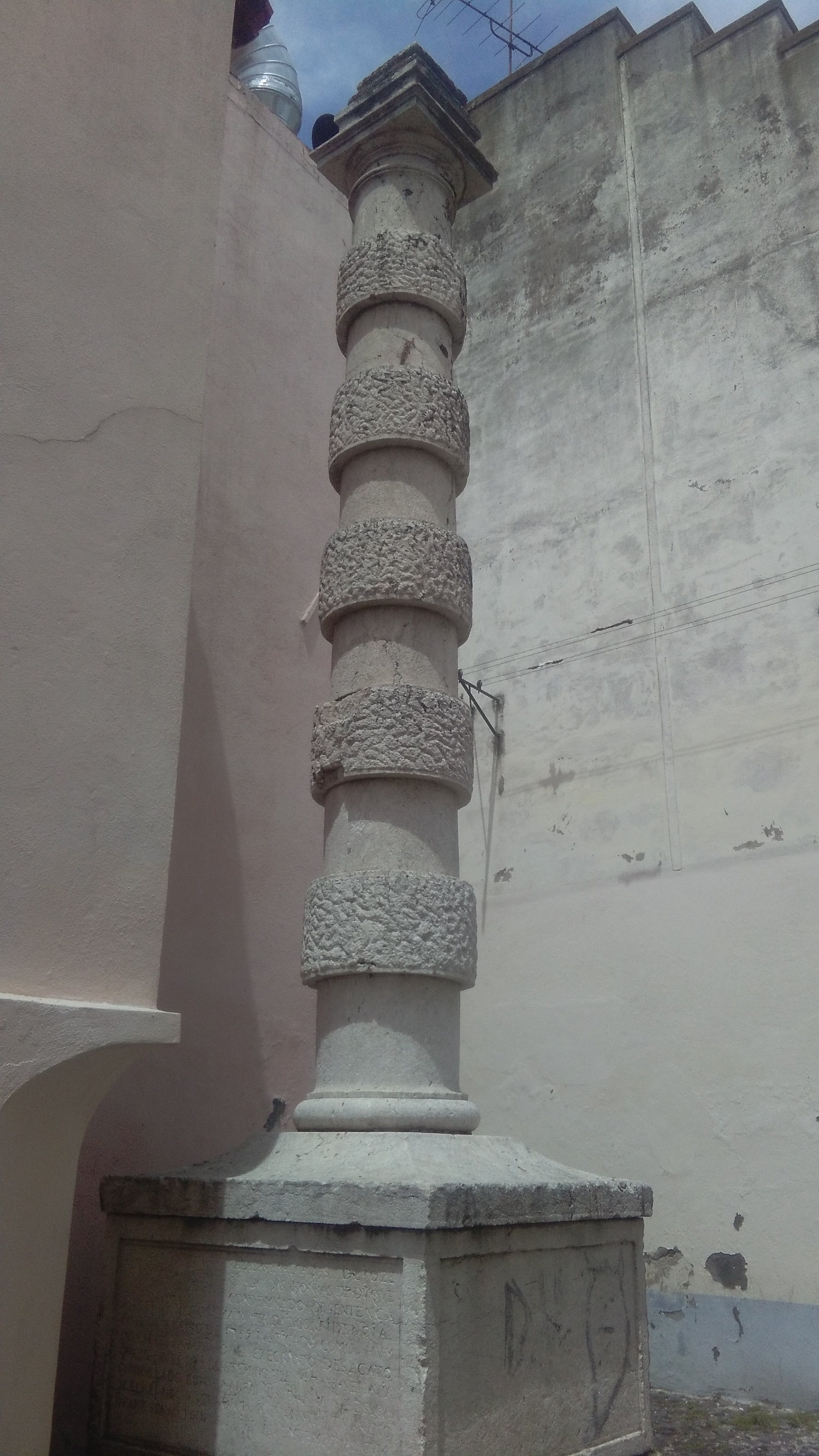
Padrão no Beco do Chão Salgado alusivo à destruição do Palácio dos Duques de Aveiro em Lisboa

O palácio do Duque de Aveiro, em Lisboa, foi demolido e o terreno salgado, simbolicamente, para que nunca mais nada ali crescesse. No local, hoje chamado Beco do Chão Salgado, existe um marco alusivo ao acontecimento mandado erigir por D. José com uma lápide onde se pode ler:

 AQVI FORAO AS CASAS ARAZADAS, E SALGADAS DE JOZE MASCARENHAS, EXAVTHORADO DAS HONRAS DE DVQVE DE AVEIRO E OVTRAS E CONDEMNADO POR SENTENÇA PROFERIDA NA SUPREMA JVNTA DA INCONFIDENCIA EM 12 DE JANEIRO DE 1759 JUSTICADO COMO HVM DOS CGEFES DO BARBARO E EXECRANDO DESACATO QVE NA NOITE DE 3 DE SETEMBRO DE 1758 SE HAVIA COMMVLLADO COHTRA A REAL E SAGRADA PESSOA DE EL’REI NOSSO SENHOR D. JOZE IO NESTE TERRENO INFAME SENAO PODERIA EDIFICAR EM TEMPO ALGVM. 
As armas das famílias Távora e Aveiro foram picadas e o nome Távora foi mesmo proibido de ser citado. O brasão dos Duques de Aveiro pode, ainda hoje, ser visto (picado) no antigo Palácio dos Duques de Aveiro em Azeitão, um edifício que, pelo seu imponente tamanho serve como memória do poder e estatuto de que a Casa de Aveiro gozava até ao Processo.
Gabriel Malagrida, denunciado à Inquisição pelo próprio Marquês de Pombal, foi enforcado e queimado a 21 de Setembro de 1761 e a Companhia de Jesus declarada ilegal. Todos as suas propriedades foram confiscadas e os jesuítas expulsos do território português, na Europa e no Ultramar. A família Alorna e as filhas do Duque de Aveiro foram condenadas a prisão perpétua em mosteiros e conventos. Quanto à amante do Rei, segundo o enviado britânico a Lisboa, foi mandada para um convento não muito severo, onde teria vivido "muito à vontade."
No mesmo ano de 1759, Sebastião José de Carvalho e Melo foi feito Conde de Oeiras pelo seu tratamento competente do caso, e posteriormente, em 1769, obteve o título de Marquês de Pombal, o nome pelo qual é conhecido até hoje.

## Discussão
A culpa ou inocência dos Távoras é ainda debatida hoje por historiadores portugueses. Por um lado, as más relações entre a alta nobreza e o Rei estão bem documentadas. Muitos fidalgos, desagradados com a centralização do poder em Sebastião José de Carvalho e de Melo, culpavam D. José I pela confiança que nele depositava. A falta de um herdeiro varão (masculino) ao trono era motivo de desagrado para muitos, e o Duque de Aveiro, enquanto 1.º fidalgo do Reino, era de facto uma opção. A rivalidade entre as Casas de Aveiro e de Bragança era secular, tendo-se agravado desde a Restauração em 1640, quando o 8.º Duque de Bragança foi eleito Rei de Portugal como D. João IV. Tivesse D. João III autorizado a sucessão do Ducado de Coimbra (criado em 1415) na linhagem dos Lencastres, em vez da criação do novo Ducado de Aveiro em 1547, e o Duque de Aveiro apresentar-se-ia à sucessão da Coroa aquando da Restauração com maior antiguidade que o Duque de Bragança, cujo título foi criado em 1442.  
Por outro lado, alguns referem uma coincidência: com a condenação dos Távoras e dos Jesuítas, desapareceram os inimigos de Sebastião José de Carvalho e de Melo e a nobreza foi dominada. Adicionalmente, os acusados Távoras argumentaram que a tentativa de assassínio de D. José I poderia ter sido um assalto comum, uma vez que o Rei viajava incógnito, sem escolta nem sinais de distinção, numa perigosa rua de Lisboa, onde os assaltos noturnos não eram incomuns. 
Outra pista de suposta inocência é o facto de nenhum dos Távoras ou familiares das Casas envolvidas terem tentado fugir de Portugal nos dias que se seguiram ao atentado fracassado.

## Consequências
Depois da queda de Pombal, o desembargador frei dr. José Ricalde Pereira de Castro, tendo sido o relator do Tribunal revisionista deste processo ("dos Távoras"), por sentença de 23 de Maio de 1781, pronunciou a inocência dos Marqueses de Távora, de seus filhos, do Conde de Atouguia, embora confirmando a culpabilidade do Duque de Aveiro.
Culpados ou não, as execuções dos Távoras foram um acontecimento devastador para Portugal. A execução de uma família da primeira nobreza constituiu um choque. A futura rainha Dona Maria I ficou muito afetada pelos eventos.
A aversão da rainha D. Maria I pelo primeiro-ministro de seu pai foi total. Retirou-lhe todos os poderes e expulsou-o de Lisboa. Foi emitido um decreto proibindo a sua presença a uma distância inferior a 20 milhas da capital.
Do total de mais de 400 pessoas citadas, muitas escaparam e fugiram para o Brasil, sendo o caso mais conhecido o misterioso Frei Lourenço, fundador do Convento do Caraça em Minas Gerais.
Este Processo está na origem da expressão popular "azar dos Távoras".